# Boningale
Boningale – wieś w Anglii, w hrabstwie Shropshire. Leży 34 km na wschód od miasta Shrewsbury i 193 km na północny zachód od Londynu.